# Preston Road (stanice metra v Londýně)

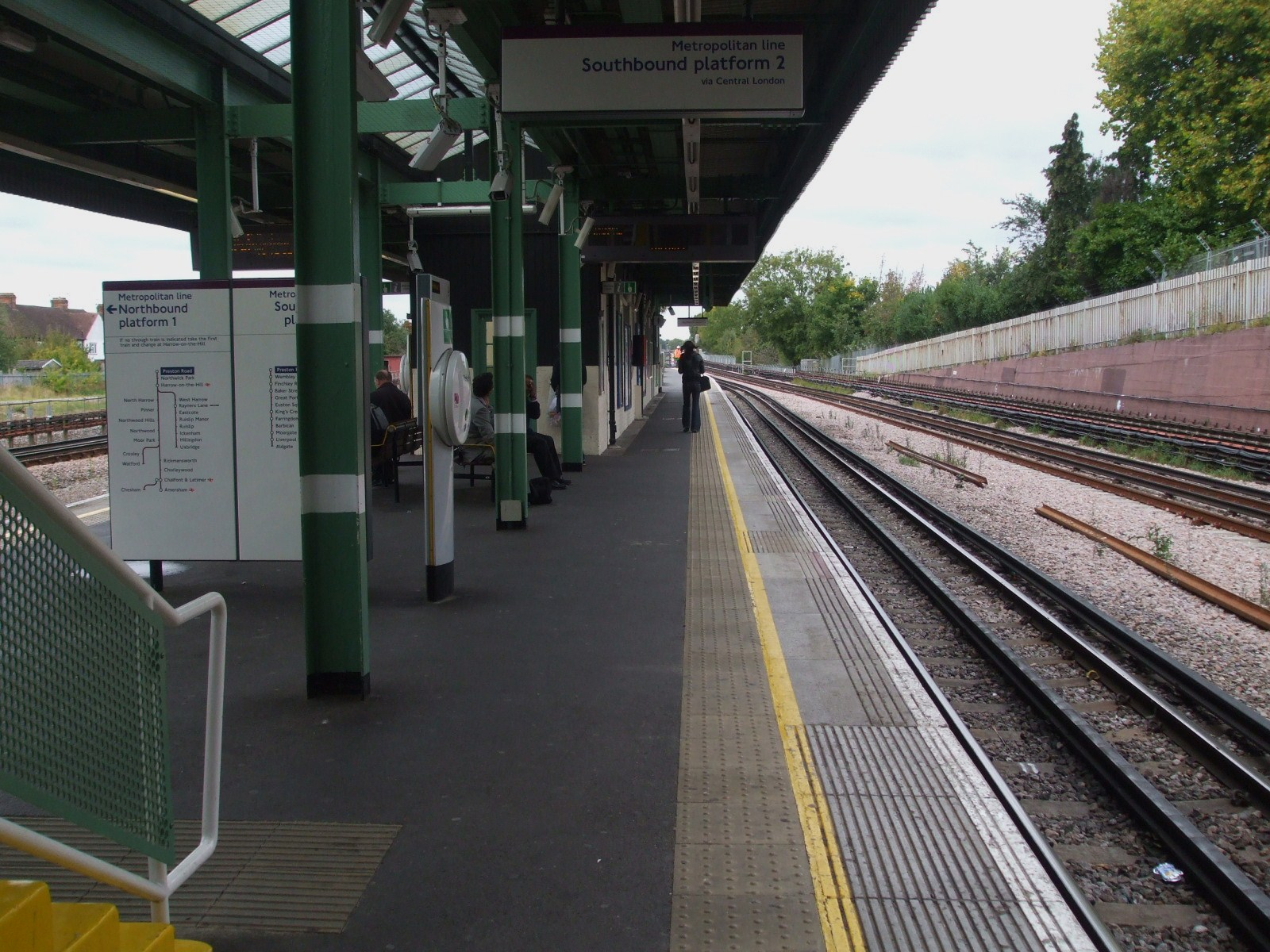
Preston Road

Preston Road je stanice metra v Londýně, 21. května 1908 jako Preston Road Halt for Uxendon and Kenton. Nachází se na lince:
- Metropolitan Line (mezi stanicemi Northwick Park a Wembley Park)

| Rok  | Počet cestujících |
| ---- | ----------------- |
| 2011 | 2,96 mil          |
| 2012 | 2,97 mil          |
| 2013 | 3,15 mil          |
| 2014 | 3,47 mil          |